# Galatasaray Spor Kulübü 2010-2011
Questa voce raccoglie le informazioni riguardanti il Galatasaray Spor Kulübü nelle competizioni ufficiali della stagione 2010-2011.

## Stagione
L'estate del 2010, dopo un'onerosa campagna acquisti (tra gli altri arrivano Zvjezdan Misimović dal Verein für Leibesübungen Wolfsburg, Emiliano Insúa dal Liverpool e Lorik Cana dal Sunderland, ai quali si aggiunge nel mercato invernale Kâzım Kâzım dal Fenerbahçe), è segnata dai numerosi addii: Jô e Dos Santos, scaduti i prestiti, tornano nei rispettivi club, mentre vengono ceduti Keïta all'Al-Sadd e Leo Franco al Real Sargozza. Durante la stagione abbandonano inoltre la squadra Elano, il tecnico Frank Rijkaard, esonerato nell'ottobre 2010, e, dopo appena sei mesi dal suo arrivo nella squadra squadra turca, Misimović.
Questa stagione si rivela però disastrosa: la squadra si classifica infatti ottava in Süper Lig (poi settima per l'esclusione del Fenerbahçe), rimanendo così esclusa da tutte le coppe europee, e viene eliminata in Europa League ai play-off dagli ucraini del Karpaty, squadra sulla carta nettamente più debole rispetto alla formazione turca. Sulla panchina del club si succedono Rijkaard, il rumeno Gheorghe Hagi e Bülent Ünder, assunto ad interim nel marzo 2011 per portare a termine la stagione.